# Campeonato Argentino de Futebol de 2021 – Terceira Divisão (Primera B)
A Primera B do Campeonato Argentino de Futebol de 2021, também conhecida oficialmente como Campeonato de Primera División "B" 2021, foi a 90.ª edição do certame equivalente à terceira divisão do futebol argentino para os clubes diretamente afiliados à Associação do Futebol Argentino (AFA). A liga foi disputada por 17 times e organizada pela própria AFA. Começou em 6 de março de 2021 e terminou em 19 de dezembro do mesmo ano, consagrando um campeão e outorgando dois acessos à Primera Nacional de 2022.
O campeão da competição foi o Flandria, que obteve o seu segundo título (2016, 2021), ao derrotar na final o Colegiales na disputa por pênaltis após dois resultados iguais nos jogos de ida (1–0 para o Colegiales), em Munro, e de volta (1–0 para o Flandria), em Jáuregui. Com o título, o clube da cidade de Jáuregui garantiu vaga na Primera Nacional, a segunda divisão do futebol argentino.

## Regulamento
A temporada regular foi disputada por 17 clubes e dividida em dois torneios independentes, Apertura 2021 e Clausura 2021, ambos disputados no sistema de pontos corridos, em turno único. No Apertura 2021, todos os times jogam entre si uma única vez e terão o mando de campo invertido nos jogos do Clausura 2021. Em caso de igualdade na pontuação para a classificação final de cada torneio, são critérios de desempate: 1) melhor saldo de gols; 2) mais gols pró; 3) confronto direto (pontos, saldo de gols e gols pró).
Se um mesmo clube vencer tanto o Apertura 2021 como o Clausura 2021, será declarado automaticamente campeão da Primera B e assegurará uma vaga na Primera Nacional na temporada de 2022. Caso contrário, o campeão da divisão sairá de um confronto com jogos de ida e volta entre os vencedores do Apertura 2021 e do Clausura 2021. Em caso de igualdade na pontuação ao final dos dois jogos, são critérios de desempate: 1) melhor saldo de gols; 2) prorrogação; 3) disputa de pênaltis.
A segunda vaga e última vaga para a Primera Nacional sairá de um "mata-mata" denominado Torneo Reducido. A etapa eliminatória contará com três fases: quartas de final (em jogo único), semifinal e final (em jogos de ida e volta). Em caso de igualdade na pontuação e, posteriormente, no saldo de gols do duelo, o desempate é decidido na disputa de pênaltis.
Não teremos nenhum clube rebaixado à Primera C.

## Participantes
| Equipe               | Cidade               | Província       | Estádio (mando)                      | Capacidade |
| -------------------- | -------------------- | --------------- | ------------------------------------ | ---------- |
| Acassuso             | Boulogne             | Buenos Aires    | La Quema                             | 800        |
| Argentino de Quilmes | Quilmes              | Buenos Aires    | Argentino de Quilmes                 | 7 000      |
| Cañuelas             | Cañuelas             | Buenos Aires    | Jorge Alfredo Arín                   | 1 500      |
| Colegiales           | Munro                | Buenos Aires    | Libertarios Unidos                   | 6 500      |
| Comunicaciones       | Buenos Aires         | Capital Federal | Alfredo Ramos                        | 3 500      |
| Defensores Unidos    | Zárate               | Buenos Aires    | Mario Losinno                        | 6 000      |
| Deportivo Armenio    | Ingeniero Maschwitz  | Buenos Aires    | Armenia                              | 10 500     |
| Deportivo Merlo      | Parque San Martín    | Buenos Aires    | José Manuel Moreno                   | 10 000     |
| Fénix                | Buenos Aires         | Capital Federal | Não possui                           |            |
| Flandria             | Jáuregui             | Buenos Aires    | Carlos V                             | 5 000      |
| J. J. de Urquiza     | Loma Hermosa         | Buenos Aires    | Ramón Roque Martín                   | 2 500      |
| Los Andes            | Lomas de Zamora      | Buenos Aires    | Eduardo Gallardón                    | 38 000     |
| Sacachispas          | Buenos Aires         | Capital Federal | Beto Larrosa                         | 4 000      |
| San Miguel           | Los Polvorines       | Buenos Aires    | Malvinas Argentinas (Los Polvorines) | 9 000      |
| Talleres             | Remedios de Escalada | Buenos Aires    | Talleres                             | 15 000     |
| UAI Urquiza          | Villa Lynch          | Buenos Aires    | Monumental de Villa Lynch            | 1 000      |
| Villa San Carlos     | Berisso              | Buenos Aires    | Genacio Sálice                       | 4 000      |

## Classificação doTorneo Apertura
| Pos. | Equipes              | P  | J  | V  | E | D  | GP | GC | SG  | Classificação                    |
| ---- | -------------------- | -- | -- | -- | - | -- | -- | -- | --- | -------------------------------- |
| 1    | Colegiales           | 31 | 16 | 10 | 1 | 5  | 28 | 19 | 9   | Classificado à final pelo título |
| 2    | Los Andes            | 29 | 16 | 8  | 5 | 3  | 18 | 7  | 11  |                                  |
| 3    | Deportivo Merlo      | 29 | 16 | 8  | 5 | 3  | 25 | 18 | 7   |                                  |
| 4    | Defensores Unidos    | 28 | 16 | 8  | 4 | 4  | 21 | 16 | 5   |                                  |
| 5    | Flandria             | 27 | 16 | 8  | 3 | 5  | 21 | 15 | 6   |                                  |
| 6    | Sacachispas          | 27 | 16 | 8  | 3 | 5  | 19 | 20 | −1  |                                  |
| 7    | Talleres (RdE)       | 26 | 16 | 7  | 5 | 4  | 25 | 18 | 7   |                                  |
| 8    | J. J. de Urquiza     | 26 | 16 | 8  | 2 | 6  | 22 | 20 | 2   |                                  |
| 9    | Comunicaciones       | 21 | 16 | 6  | 3 | 7  | 21 | 23 | −2  |                                  |
| 10   | San Miguel           | 21 | 16 | 6  | 3 | 7  | 14 | 16 | −2  |                                  |
| 11   | Acassuso             | 20 | 16 | 5  | 5 | 6  | 18 | 21 | −3  |                                  |
| 12   | Deportivo Armenio    | 18 | 16 | 5  | 3 | 8  | 12 | 17 | −5  |                                  |
| 13   | Villa San Carlos     | 17 | 16 | 4  | 5 | 7  | 18 | 20 | −2  |                                  |
| 14   | Argentino de Quilmes | 16 | 16 | 4  | 4 | 8  | 15 | 20 | −5  |                                  |
| 15   | UAI Urquiza          | 16 | 16 | 4  | 4 | 8  | 22 | 29 | −7  |                                  |
| 16   | Cañuelas             | 14 | 16 | 4  | 2 | 10 | 15 | 23 | −8  |                                  |
| 17   | Fénix                | 11 | 16 | 2  | 5 | 9  | 17 | 29 | −12 |                                  |

Fonte: Soccerway (em português)

## Classificação doTorneo Clausura
| Pos. | Equipes              | P  | J  | V  | E  | D | GP | GC | SG  | Classificação                    |
| ---- | -------------------- | -- | -- | -- | -- | - | -- | -- | --- | -------------------------------- |
| 1    | Flandria             | 34 | 16 | 10 | 4  | 2 | 34 | 12 | 22  | Classificado à final pelo título |
| 2    | Colegiales           | 30 | 16 | 9  | 3  | 4 | 23 | 11 | 12  |                                  |
| 3    | Sacachispas          | 29 | 16 | 7  | 8  | 1 | 22 | 8  | 14  |                                  |
| 4    | Acassuso             | 28 | 16 | 7  | 7  | 2 | 21 | 9  | 12  |                                  |
| 5    | J. J. de Urquiza     | 27 | 16 | 8  | 3  | 5 | 24 | 20 | 4   |                                  |
| 6    | Cañuelas             | 24 | 16 | 6  | 6  | 4 | 23 | 17 | 6   |                                  |
| 7    | Los Andes            | 20 | 16 | 4  | 8  | 4 | 17 | 13 | 4   |                                  |
| 8    | Deportivo Armenio    | 20 | 16 | 5  | 5  | 6 | 13 | 18 | −5  |                                  |
| 9    | UAI Urquiza          | 19 | 16 | 4  | 7  | 5 | 19 | 23 | −4  |                                  |
| 10   | Comunicaciones       | 19 | 16 | 5  | 4  | 7 | 17 | 22 | −5  |                                  |
| 11   | Talleres (RdE)       | 18 | 16 | 3  | 9  | 4 | 14 | 15 | −1  |                                  |
| 12   | Defensores Unidos    | 18 | 16 | 4  | 6  | 6 | 13 | 22 | −9  |                                  |
| 13   | San Miguel           | 17 | 16 | 4  | 5  | 7 | 16 | 25 | −9  |                                  |
| 14   | Deportivo Merlo      | 16 | 16 | 4  | 4  | 8 | 16 | 19 | −3  |                                  |
| 15   | Villa San Carlos     | 15 | 16 | 3  | 6  | 7 | 16 | 25 | −9  |                                  |
| 16   | Argentino de Quilmes | 13 | 16 | 1  | 10 | 5 | 16 | 28 | −12 |                                  |
| 17   | Fénix                | 10 | 16 | 1  | 7  | 8 | 10 | 27 | −17 |                                  |

Fonte: Soccerway (em português)

## Final
| Campeão do Apertura | Total       | Campeão do Clausura | Ida | Volta | Referência |
| ------------------- | ----------- | ------------------- | --- | ----- | ---------- |
| Colegiales          | 1–1 (5–6 p) | Flandria            | 1–0 | 0–1   | TyC, TyC   |

Colegiales 1–1 Flandria no placar agregado; Flandria venceu na disputa por pênaltis por 6–5.

## Torneo Reducido

### Quartas de final doReducido
| Chave | Equipe 1         | Resultado   | Equipe 2          | Ida | Volta | Referência |
| ----- | ---------------- | ----------- | ----------------- | --- | ----- | ---------- |
| 1     | Sacachispas      | 2–2 (5–4 p) | Deportivo Merlo   | ―   | ―     | TyC        |
| 2     | J. J. de Urquiza | 2–0         | Defensores Unidos | ―   | ―     | TyC        |
| 3     | Los Andes        | 0–0 (6–5 p) | Acassuso          | ―   | ―     | TyC        |

### Semifinal doReducido
| Chave | Equipe 1    | Resultado   | Equipe 2         | Ida | Volta | Referência |
| ----- | ----------- | ----------- | ---------------- | --- | ----- | ---------- |
| A     | Colegiales  | 1–1 (3–1 p) | Los Andes        | 0–1 | 1–0   | TyC, TyC   |
| B     | Sacachispas | 2–1         | J. J. de Urquiza | 1–1 | 1–0   | TyC, TyC   |

### Final doReducido
| Chave | Equipe 1   | Resultado   | Equipe 2    | Ida | Volta | Referência |
| ----- | ---------- | ----------- | ----------- | --- | ----- | ---------- |
| ―     | Colegiales | 1–1 (2–4 p) | Sacachispas | 0–0 | 1–1   | TyC, TyC   |

## Estatísticas

### Artilheiros
| Jogador                 | Clube             | Gols |
| ----------------------- | ----------------- | ---- |
| Diego Aguirre           | Cañuelas          | 14   |
| Santiago Camacho        | Colegiales        | 12   |
| Lautaro Gordillo        | Flandria          | 12   |
| Sebastián Montero       | J. J. de Urquiza  | 10   |
| Nicolás Toloza          | Defensores Unidos | 10   |
| Matías Nouet            | Flandria          | 10   |
| Juan Bautista Miritello | Talleres (RdE)    | 10   |